# Orø Sogn
Orø Sogn er et sogn i Holbæk Provsti (Roskilde Stift) og omfatter øen Orø.
I 1800-tallet var Orø Sogn et selvstændigt pastorat. Det hørte oprindeligt til Horns Herred i Frederiksborg amt, men blev 1. april 1933 overført til Tuse Herred i Holbæk Amt.. Orø sognekommune blev ved kommunalreformen i 1970 indlemmet i Holbæk Kommune.
I Orø Sogn ligger Orø Kirke.
I sognet findes følgende autoriserede stednavne:
- Brønde (bebyggelse)
- Bybjerg (bebyggelse, ejerlav)
- Esmose (bebyggelse)
- Gamløse (bebyggelse, ejerlav)
- Hammer Færge (bebyggelse)
- Hegngårde (bebyggelse)
- Langdal (bebyggelse)
- Møllebroen (bebyggelse)
- Næsby (bebyggelse, ejerlav)
- Nørre Stænge (bebyggelse)
- Orø (areal)